# Äußere Westkarpaten
Die Äußeren Westkarpaten (poln. Zewnętrzne Karpaty Zachodnie) sind ein Gebirgszug der Westkarpaten in Polen (Woiwodschaften Schlesien, Kleinpolen und Karpatenvorland), der Slowakei und Tschechien. Sie ragen im Südwesten bis nach Österreich hinein. Ihr höchster Gipfel ist die Babia Góra mit 1725 m in den Saybuscher Beskiden.

## Abgrenzung
Die Grenze zu den Zentralen Westkarpaten bildet im Süden der Pieninen-Felsengürtel, dessen markantestes Stück der Gebirgszug der Pieninen an der polnisch-slowakischen Grenze ist. Im Norden und Westen schließt sich das Nördliche Karpatenvorland an. Im Osten gehen sie in die Äußeren Ostkarpaten über. Im Gegensatz zu letzteren besitzen die Äußeren Westkarpaten ein ausgeprägtes Vorgebirge.

## Gliederung
Die Äußeren Westkarpaten gliedert sich in:
- Karpaty Austriacko-Morawskie (Österreichisch-Mährische Karpaten)
- Karpaty Środkowomorawskie (Mittelmährische Karpaten)
- Pogórze Zachodniobeskidzkie (Westbeskiden-Vorgebirge)
- Karpaty Słowacko-Morawskie (Slowakisch-mährische Karpaten)
- Beskidy Zachodnie (Westbeskiden)
- Pogórze Środkowobeskidzkie (Mittelbeskiden-Vorgebirge)
- Beskidy Środkowe (Mittelbeskiden)

## Nachweise
- Jerzy Kondracki: Geografia regionalna Polski. Warszawa 1998: Wyd. Naukowe PWN, ISBN 83-01-12479-2.